# Verschiedene Canones

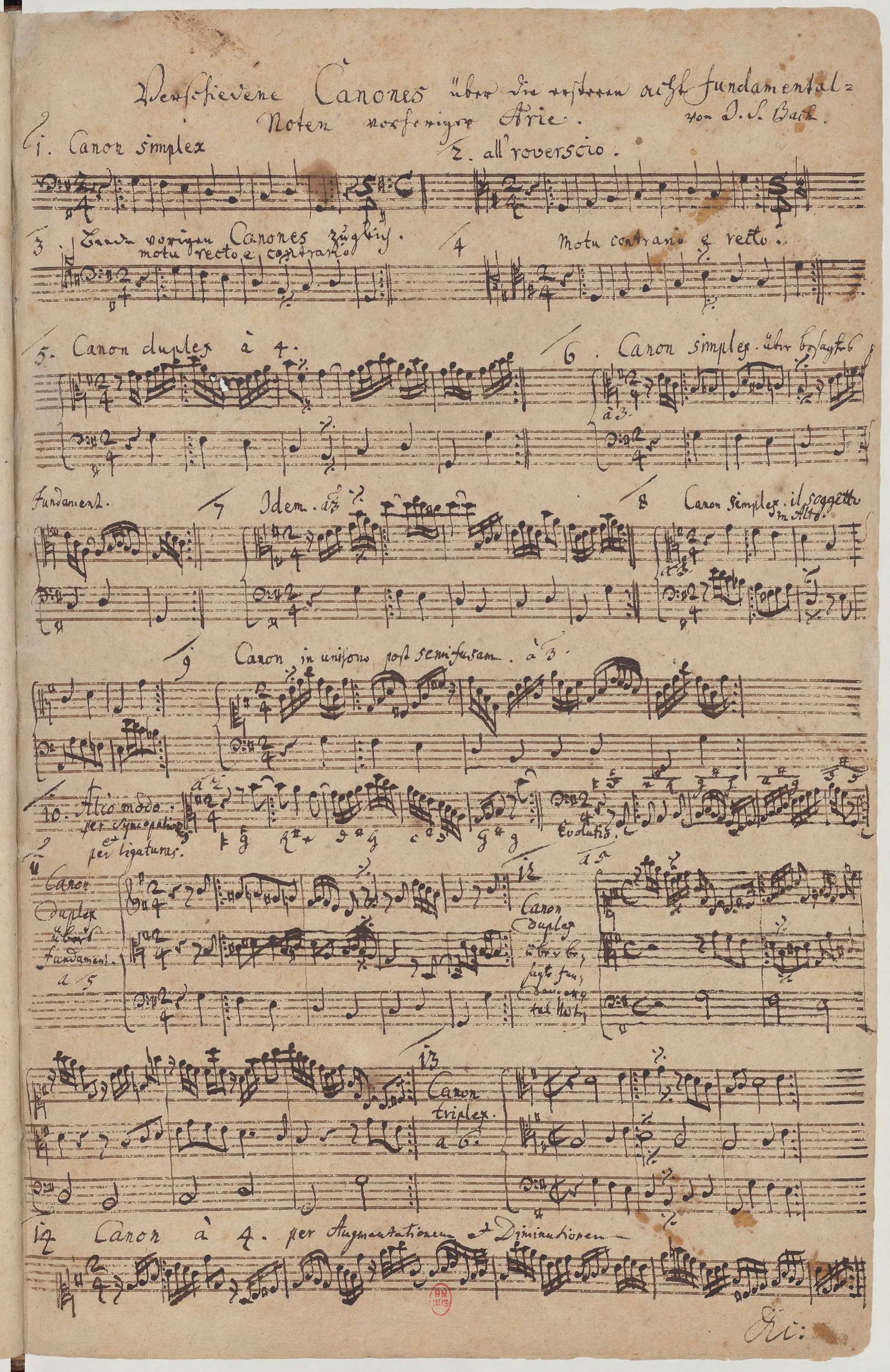
„Verschiedene Canones über die ersteren acht Fundamental=Noten vorheriger Arie. von J. S. Bach.“

Als Verschiedene Canones bezeichnete Johann Sebastian Bach eine Sammlung von instrumentalen Kanons (BWV 1087), die er 1741 oder später handschriftlich in sein Handexemplar des Erstdruckes der sogenannten Goldberg-Variationen eintrug. Dieses Handexemplar wurde 1974 von Olivier Alain bei Paul Blumenroeder in Straßburg wiederentdeckt und von der Bibliothèque nationale de France (Signatur: Ms. 17669) erworben, nachdem Bachs eigenhändige Eintragungen 1975 als authentisch erkannt worden waren.

## Geschichtlicher Hintergrund
Johann Sebastian Bach veröffentlichte im Herbst 1741 die sogenannten Goldberg-Variationen als Clavier Ubung bestehend in einer ARIA mit verschiedenen Verænderungen vors Clavicimbal mit 2 Manualen im Druck. Ein Autograph Bachs blieb nicht erhalten. Die Entdeckung seines Handexemplares des Erstdruckes im Jahre 1974 warf ein neues Licht auf dieses Variationenwerk, da Bach einerseits kleine Änderungen im Notentext vornahm, andererseits auf der letzten leeren Seite des Bandes mit der Überschrift „Verschiedene Canones über die ersteren acht Fundamental-Noten vorheriger Arie“ einige Kanons in Reinschrift eintrug, von denen bisher nur zwei bekannt waren. Möglicherweise wollte Bach damit eine zweite Auflage dieser Clavier Ubung vorbereiten, in der auch die Kanons untergebracht werden konnten.
Bisher kannte man bachsche Kanons aus vier zyklischen Werken – den Goldberg-Variationen, den Canonischen Veränderungen, dem Musikalischen Opfer und der Kunst der Fuge – sowie als Einzelkanons zu meist außermusikalischen Anlässen. Diese finden sich beispielsweise in Stammbucheinträgen und als Demonstration „wissenschaftlicher“ Fähigkeiten für die Correspondierende Societät der musicalischen Wissenschaften Lorenz Christoph Mizlers.
Dass den Einzelkanons ähnliche Kanons und zwei der bereits bekannten Einzelkanons im Handexemplar als zusammengehörige Sammlung erscheinen und damit in einen Zusammenhang mit den Goldberg-Variationen geraten, wird als bedeutend angesehen.
Bach notierte die Kanons ohne ausgeschriebene Auflösung (Resolutio) der zu vervielfältigenden Stimmen als geschlossene Kanons. Anders als bei einem ausgesprochenen Rätselkanon gab er einige, für die Ausführung notwendige Hinweise im Titel, durch mehrfache Schlüsselung und durch Einsatzzeichen (signum congruentiae). Die Kanons verschließen sich aber dennoch den im Titel der Goldberg-Variationen angesprochenen Musikliebhabern; einige machen es selbst Musikkennern schwer, sie aufzulösen.
Mit diesen geschlossenen Kanons befindet sich Bach in einer nie unterbrochenen Tradition, die von den Niederländern – besonders bei Pierre de la Rue – bis ins 20. Jahrhundert – beispielsweise Arnold Schönberg – reicht.

## Datierung
Die Kanons können frühestens nach dem Erscheinen des Erstdruckes der Goldberg-Variationen im Herbst 1741 in das Handexemplar eingetragen worden sein. Weitere Anhaltspunkte liefern die Kanons 11 und 13. Kanon 11 findet sich mit geringen Unterschieden auf einem Stammbuchblatt vom 15. Oktober 1747 (BWV 1077), desgleichen Kanon 13 auf dem Bachporträt Haußmanns von 1746 und auf einem Einzelblattdruck für die Mitglieder der Correspondierende Societät der musicalischen Wissenschaften Lorenz Christoph Mizlers von 1747 (BWV 1076). Hält man die Fassungen im Zyklus der Kanons für die früheren, müssen sie zwischen 1741 und 1746, hält man sie für die späteren, dagegen erst nach 1747 aufgeschrieben worden sein.

## Thematischer Bezug zu denGoldberg-Variationen
In der Überschrift zu der Kanonsammlung schreibt Bach, dass die „ Canones über die ersteren acht Fundamental-Noten vorheriger Arie“ gehen. Diese acht „Fundamental-Noten“ entsprechen einem schon vor Bach viel verwendeten Ostinato-Bass, der eben auch die ersten acht der 32 „Fundamental-Noten“ der „Arie“ bildet:
Damit stehen sie in direktem Zusammenhang nicht nur mit den neun Kanons der Goldberg-Variationen, sondern auch mit allen anderen Sätzen einschließlich der Aria. In den „verschiedenen Canones“ kommen sie meist im Bass als „Fundamentalnoten“ in Originalgestalt und Umkehrung sowie in deren Krebs vor. Sie bestimmen zudem die melodische Gestalt nahezu aller anderen Kanon-Stimmen.

## Bedeutung der Kanonsammlung innerhalb von Bachs späten kontrapunktischen Werken
Die Kanons des Handexemplares gelten eher als theoretisch-demonstrative denn als musikalisch-praktische Kompositionen. Bach gab keinerlei Hinweise auf die instrumentale Ausführung.
Sind sie vor 1746 eingetragen worden, dann vermitteln sie zwischen den Goldberg-Variationen von 1741 und der um 1742 entstandenen Frühfassung der Kunst der Fuge (BWV 1080) einerseits und den Canonischen Veränderungen über das Weihnachtslied „Vom Himmel hoch da komm ich her“ (BWV 769) von 1746/47 und dem Musikalischen Opfer (BWV 1079) von 1747 andererseits. Dementsprechend werden sie für eine systematische Erprobung unterschiedlichster Kanontechniken vor der Komposition der musikalisch ausgereiften Kanons in BWV 769 und BWV 1079 gehalten.
Sind sie dagegen erst nach 1747 eingetragen, können sie zumindest als eine zusammenfassende Demonstration von Bachs „kontrapunktisch höchsten Kombinationsleistungen“ betrachtet werden.

## Beschreibung der Kanons
Die folgenden Überschriften entsprechen den Überschriften und den Anweisungen für die Ausführung aus Bachs Handexemplar. Für lateinischen und italienischen Text verwendete Bach die lateinische Schreibschrift, sonst fast stets die deutsche Kurrentschrift, die hier kursiv gesetzt wird. Die Nummerierung entspricht der Bachs, der die Zahlen manchmal mit und manchmal ohne Punkt geschrieben hat.
Das linke Bild zeigt jeweils die handschriftliche Fassung; das rechte Bild zeigt jeweils eine gesicherte oder mögliche Auflösung des Kanons, geschrieben in Schlüsseln, die von Bach vorgegeben sind oder seiner Praxis entsprechen. Alle Kanons gehören zum Typ des gleichsam unendlichen „Zirkelkanons“ („Canon perpetuus“). Auf mögliche Schlüsse weisen die in den Auflösungen in Klammern gesetzten Fermaten hin. Auf Hinweise zu einer möglichen Besetzung der Kanons wird verzichtet, da Bach selbst keine Angaben dazu gemacht hat.

### 1. Canon simplex
|  | Kanon 1 wurde einstimmig im Bassschlüssel notiert und ist zweistimmig auszuführen. Die zweite Stimme ist von rechts zu spielen, erkennbar am vertikal gespiegelten Bassschlüssel am Ende der Notenzeile. Die Originalgestalt der „Fundamental-Noten“ beginnt, der Krebs der Originalgestalt folgt als zweite Stimme im Kanon. Es können auch beide Stimmen gleichzeitig beginnen („simul incipiendo“). |

### 2. all' roverscio.
|  | Kanon 2 wurde einstimmig im Tenorschlüssel notiert und ist zweistimmig auszuführen. Die zweite Stimme ist von rechts zu spielen, erkennbar am vertikal gespiegelten Tenorschlüssel am Ende der Notenzeile. Die Umkehrung der „Fundamental-Noten“ beginnt, der Krebs („all' roverscio“) der Umkehrung folgt im Kanon. Es können auch beide Stimmen gleichzeitig beginnen („simul incipiendo“). |

### 3.Beede vorigenCanoneszugleich. motu recto e contrario
|  | Kanon 3 wurde einstimmig im Bassschlüssel notiert und ist zweistimmig auszuführen. Die zweite Stimme ist im Baritonschlüssel zu spielen, der am Anfang der Notenzeile steht. Die Originalgestalt („motu recto“) beginnt, die Umkehrung („motu contrario“) folgt ab dem Einsatzzeichen („signum congruentiae“) eine Oktave nach oben versetzt im Kanon. |

### 4 Motu contrario e recto.
|  | Kanon 4 wurde einstimmig im Tenorschlüssel notiert und ist zweistimmig auszuführen. Die zweite Stimme ist im Altschlüssel zu spielen. Die Umkehrung der „Fundamental-Noten“ beginnt, die Originalgestalt folgt ab dem Einsatzzeichen eine Oktave nach oben versetzt im Kanon. |

### 5. Canon duplex à 4.
|  | Kanon 5 wurde zweistimmig notiert (Unterstimme im Bassschlüssel, Oberstimme im Altschlüssel) und ist ab den beiden Einsatzzeichen vierstimmig in einem Doppelkanon auszuführen. Der Oberstimmenkanon enthält Sechzehntelfolgen mit kleinen Motivteilen der „Fundamental-Noten“. Die nachfolgende Stimme beginnt im Abstand von zwei Takten eine Quinte höher und ist die Umkehrung der unteren Stimme. Der Unterstimmenkanon enthält nur Viertelnoten. Die untere Stimme entspricht den „Fundamental-Noten“. Die nachfolgende Stimme beginnt im Abstand von zwei Takten eine Quinte höher und ist die Umkehrung der unteren Stimme. Dieser Kanon erinnert an Variatio 12 aus den Goldberg-Variationen. |

### 6. Canon duplex.über besagtesFundament. à 3.
|  | Kanon 6 wurde zweistimmig notiert (Unterstimme im Bassschlüssel, Oberstimme im Altschlüssel) und ist ab dem Einsatzzeichen dreistimmig auszuführen. Die Kanonstimme spielt einen Umkehrungskanon in der Untersekunde. Der Auftakt der Kanonstimmen entspricht den ersten vier Tönen der „Fundamental-Noten“ und wird mit einem Lamento-Motiv chromatisch weitergeführt. Das sorgt für einen traurigen Affekt. |

### 7 Idem. a 3
|  | Kanon 7 wurde zweistimmig notiert (Unterstimme im Bassschlüssel, Oberstimme im Altschlüssel) und ist ab dem Einsatzzeichen dreistimmig auszuführen. Er entspricht strukturell dem Kanon 6, daher die Überschrift „Idem“. Die Kanonstimmen beginnen mit den „Fundamental-Noten“ bzw. deren Umkehrung in Sechzehntelnoten. |

### 8 Canon simplex. il soggetto in Alto. à 3
|  | Kanon 8 wurde zweistimmig notiert (Unterstimme im Bassschlüssel, Oberstimme im Altschlüssel) und ist ab dem Einsatzzeichen dreistimmig auszuführen. Die „Fundamental-Noten“ finden sich in der Mittelstimme, um die herum Bass und Sopran einen Umkehrungskanon in der Untersekunde bilden, der stark von den „Fundamental-Noten“ geprägt ist. Kanon 8 moduliert und wird am besten auf d beendet (Takt 7 der nebenstehenden Auflösung). |

### 9 Canon in unisono post semifusam. à 3.
|  | Kanon 9 wurde zweistimmig notiert (Unterstimme im Bassschlüssel, Oberstimme im Sopranschlüssel) und ist ab dem Einsatzzeichen dreistimmig auszuführen. Die Oberstimme ist frei von thematisch gebundenen Motiven. Der Einsatz der Kanonstimme nach nur einem Sechzehntel („semifusa“) soll „unisono“, also von demselben Ton aus mit genauer Wiederholung der vorangehender Stimme erfolgen. Das ist nur möglich, weil die Stimmen nahezu nur aus gebrochenen Akkorden gebildet sind. |

### 10. Alio modo. per syncopationes et per ligaturas. a 2 – Evolutio.
|  | Die beiden zweistimmigen Sätze sind „Alio modo“ überschrieben. „In anderer Art und Weise“ kann bedeuten, dass es sich nicht um Kanons handelt. Die Sätze demonstrieren, wie man mit Synkopen und Ligaturen – „per syncopationes et per ligaturas“ – kontrapunktisch umgehen kann. So werden im zweiten Satz parallele Quinten durch Synkopen und Ligaturen in ihrer Wirkung abgemildert. Auch die Anweisung „a 2“ zeigt, dass es sich nicht um Kanonsätze handelt. Es fehlen zudem Einsatzzeichen. In beiden Sätzen wurden die freien Stimmen auf Notenlinien (Altschlüssel bzw. Bassschlüssel), die „Fundamental-Noten“ bzw. deren Umkehrung in deutscher Tabulaturschrift notiert. Der zweite Satz wurde aus dem ersten Satz durch Umkehrungen und Stimmentausch entwickelt und daher als „Evolutio“ bezeichnet. Die freien Stimmen enthalten Motive aus den „Fundamental-Noten“. |

### 11 Canon duplexübersFundament. a 5
|  | Kanon 11 wurde dreistimmig notiert (Unterstimme im Bassschlüssel, Mittelstimme im Altschlüssel, Oberstimme im Violinschlüssel) und ist fünfstimmig auszuführen. Der Affekt der Traurigkeit, wie er bereits im Kanon 6 vorliegt, bestimmt diesen Kanon. In seiner Fassung von 1747 (BWV 1077) erhielt er von Bach den Zusatz „Symbolum Christus coronabit Crucigeros“ („Christus wird die Kreuztragenden krönen“). Der dichte Spiegelkanon in der Oberterz enthält neben der für den Lamento-Charakter verantwortlichen Chromatik viele Motivteile der „Fundamental-Noten“. |

### 12 Canon duplexüber besagteFundamental Noten a 5
|  | Kanon 12 wurde dreistimmig notiert (Unterstimme im Bassschlüssel, Mittelstimme im Altschlüssel, Oberstimme im Sopranschlüssel) und ist fünfstimmig auszuführen. Im Oberkanon beginnt die erste Stimme „motu recto“, die Unterstimme folgt „motu contrario“ im Abstand einer Unter-Undezime in Umkehrung. Auch der Unterkanon ist ein inversiver Intervallkanon, dieses Mal im Intervall der Unter-Quart. Die „Fundamental-Noten“ schreiten in Halben Noten voran und bilden einen großen Gegensatz zu den thematisch geprägten Sechzehnteln des Oberkanons und Achteln des Unterkanons. Kanon 12 weist damit auf den Kanon 14 voraus. |

### 13 Canon triplex. a 6.
|  | Kanon 13 wurde dreistimmig notiert (Unterstimme im Bassschlüssel, Mittelstimme im Tenorschlüssel, Oberstimme im Altschlüssel) und ist sechsstimmig auszuführen. Er ist aus einer weiteren Fassung (BWV 1076) bekannt, die geringfügig andere Notenwerte besitzt. Die vergleichsweise großen Notenwerte und der Alla-breve-Takt des Kanons 13 weisen auf den „Stile antico“ hin, der auch einige Sätze der Goldberg-Variationen kennzeichnet. Es werden drei Kanons miteinander verbunden. Der Oberkanon, ein Umkehrungskanon, ist motivisch mit dem Unterkanon, einem Umkehrungskanon der „Fundamental-Noten“ in der Unterquart, verbunden. Der Mittelkanon, ein Umkehrungskanon in der Oberquinte, enthält das auf älteren Vorbildern beruhenden Thema der E-Dur-Fuge aus dem Wohltemperierten Klavier II, die auch dem „Stile antico“ entspricht. |

### 14 Canon à 4. per Augmentationem et Diminutionem –
|  | Kanon 14 wurde einstimmig im Sopranschlüssel notiert und ist vierstimmig auszuführen. Bach gab außer dem Hinweis auf Augmentation (Vergrößerung) und Diminution (Verkleinerung) keinerlei Hilfen für die Auflösung dieses Rätselkanons. Die erste überzeugende Auflösung gelang Christoph Wolff. Danach handelt es sich – wie im Notenbeispiel rechts gezeigt – um einen dreifachen Kanon über den „Fundamental-Noten“. Die Oberstimme beginnt mit der von Bach aufgeschriebenen Stimme. Deren erste acht Noten bilden die Umkehrung der „Fundamental-Noten“, beginnend mit Sechzehntelnoten. Es folgen der Bass mit der Originalgestalt in Halben Noten und die zweite Stimme mit den ersten 24 Noten des Soprans in Umkehrung und Vergrößerung als Kanon in der Oberquarte – wobei die ersten acht Noten, beginnend mit Achtelnoten, wiederum der Originalgestalt entsprechen. Die dritte Stimme erfährt eine weitere Vergrößerung der notierten Stimme, beginnend mit Viertelnoten im Kanon der Unterquarte. Die vier Stimmen bilden also aufeinander bezogen die von Bach geforderten Augmentationen und Diminutionen. Da die von Bach notierte Stimme in vielen Teilen von Motiven aus den „Fundamental-Noten“ bestimmt wird, ergibt sich eine äußerst dichte imitatorische Fraktur. |

### Das „etc:“
Am Ende der Seite setzte Bach unter die Kanons die Abkürzung von „et cetera“. Das wird verschieden interpretiert. Zum einen habe Bach den Leser damit auffordern wollen, die Sammlung erprobend selbst weiterzuführen, zum anderen habe er damit angedeutet, dass es bereits weitere eigene Kanons gebe oder in Zukunft geben könne. Auch eine resignative Einsicht Bachs in die Unmöglichkeit, Meisterliches zu vollenden, wird angeführt. In jedem Falle bedeutet es, dass Bach die Sammlung nicht als definitiv abgeschlossen betrachtet hat.
Dass die vorliegende Sammlung dennoch gerade 14 Nummern umfasst, kann beabsichtigt sein; denn die Zahl 14 gilt als Symbol Bachs. Sie entspricht der Addition der Zahlen für die Buchstaben von Bachs Nachnamen im durchnummerierten Alphabet (BACH = 2 + 1 + 3 + 8 = 14). Diese Zahlensymbolik erscheint unter anderem auch im zweiten Kyrie der h-Moll-Messe, dessen Thema 14 Noten enthält.

## Bearbeitungen
- 1977: Friedrich Goldmann – 14 Kanons über die ersten acht Fundamentalnoten der Aria aus den „Goldberg-Variationen“, für Kammerorchester eingerichtet
- 2007: Anton Safronov – „ein Bach-Stück – ein Stück Bach“ (nach Verschiedene Canones BWV 1087) für Kammerensemble (UA 2007, Rom, Ensemble Modern, Ltg. Manuel Nawri)